# Тбилисский район
Тбилисский район — административно-территориальная единица и муниципальное образование (муниципальный район) в Краснодарском крае России.
Административный центр — станица Тбилисская.

## География
Район расположен в центральной части Краснодарского края и граничит на севере с Выселковским и Тихорецким районами, на востоке — с Кавказским и Гулькевичским районами, на юге — с Курганинским, на западе — Усть-Лабинским районами. Площадь района составляет 99 165 гектаров.
Климат района умеренно континентальный. Более 75 % процентов площади заняты культурными посевами. По берегам реки Кубань сохранились леса. Пересекают территорию района реки Кубань, Бейсуг, Зеленчук.

## История
- Район был образован 31 декабря 1934 года под названием Тифлисский в составе Азово-Черноморского края в результате разукрупнения Кропоткинского района. Первоначально район включал в себя 6 сельских советов: Армянский, Геймановский, Новобекешевский, Нововладимирский, Тифлисский, Торопянский.
- В 1936 году станица Тифлисская была переименована в Тбилисскую, а район — в Тбилисский.
- С 13 сентября 1937 года район в составе Краснодарского края.
- 4 мая 1941 года в состав района вошли 6 сельсоветов: Ванновский, Леоновский, Марьинский, Новоивановский, Северинский, Северокубанский, упраздненного Ванновского района.
- С 11 февраля 1963 года по 30 декабря 1966 года район был упразднен, его территория входила последовательно в состав Кавказского и Усть-Лабинского районов.
- В 1993 году была прекращена деятельность сельских Советов, территории сельских администраций преобразованы в сельские округа.
- В 2005 году в муниципальном районе в границах сельских округов были образованы 8 сельских поселений.

## Население
| 1939    | 1959    | 1970    | 1979    | 1989    | 2002    | 2006    | 2010    | 2011    |
| ------- | ------- | ------- | ------- | ------- | ------- | ------- | ------- | ------- |
| 17 192  | ↗38 427 | ↗45 039 | ↘42 830 | ↗44 793 | ↗48 752 | ↘48 120 | ↗48 536 | ↘48 513 |
| 2012    | 2013    | 2014    | 2015    | 2016    | 2017    | 2018    | 2019    | 2020    |
| ↘48 497 | ↘48 315 | ↗48 385 | ↗48 600 | ↗48 727 | ↘48 692 | ↗48 695 | ↗48 799 | ↗48 845 |
| 2021    | 2023    | 2025    |         |         |         |         |         |         |
| ↘48 841 | ↘48 057 | ↘46 964 |         |         |         |         |         |         |

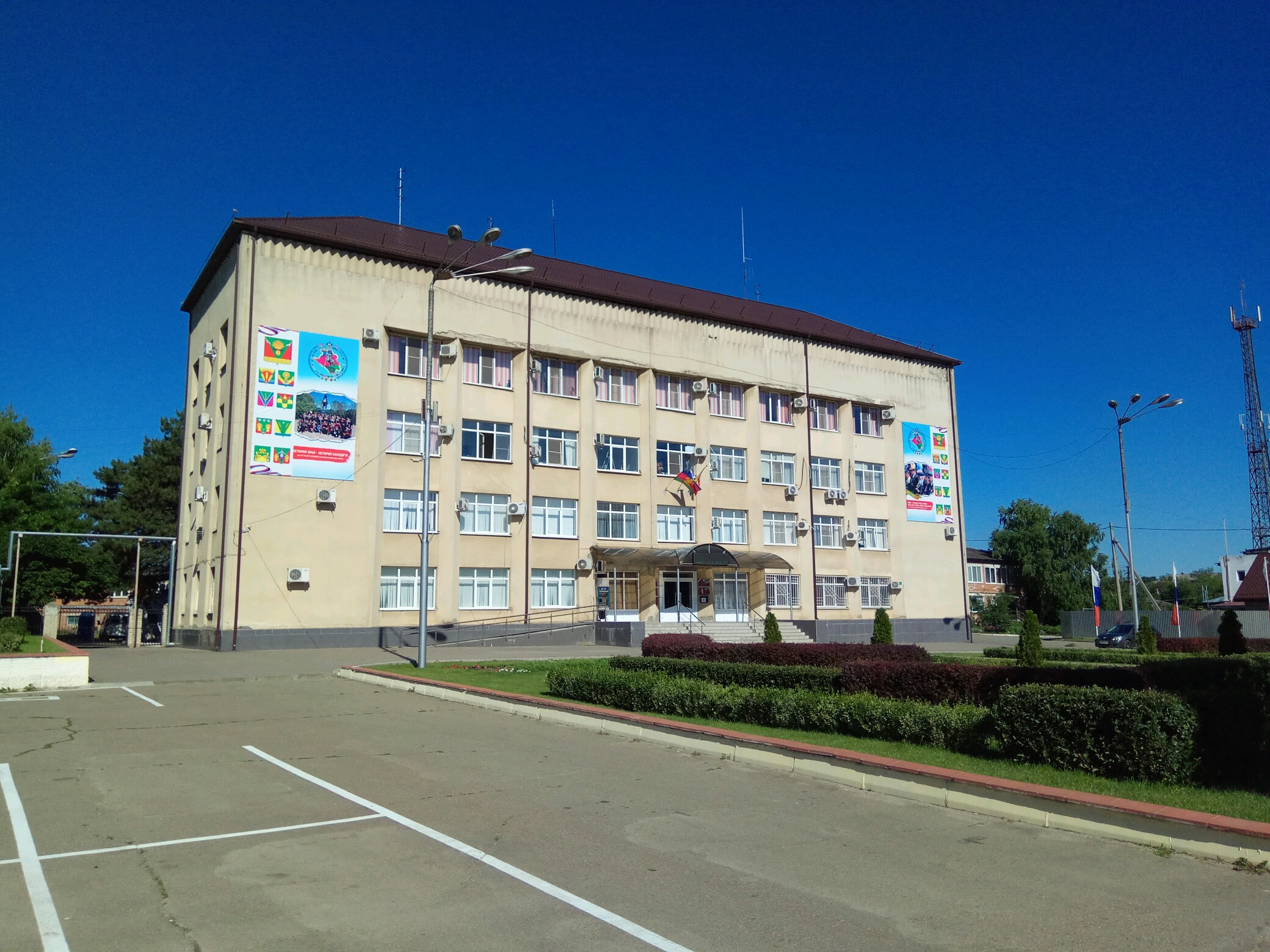
Здание администрации Тбилисского района Краснодарского края

Население района на 01.01.2006 года составило 48 120 человек, все — сельские жители. Среди всего населения мужчины составляют — 46,3%, женщины — 53,7%. Женского населения фертильного возраста — 12651 человека (48,9% от общей численности женщин). Дети от 0 до 17 лет — 10238 человек (21,3% всего населения), взрослых — 37882 человека (78,7%). В общей численности населения 28628 (59,5%) — лица трудоспособного возраста, 22,6% — пенсионеры.
Национальный состав
По итогам переписи населения 2020 года проживали следующие национальности (национальности менее 0,1 % и другое см. в сноске к строке «Другие»):
| Национальность | Численность, чел. | Доля     |
| -------------- | ----------------- | -------- |
| Русские        | 45 353            | 92,86 %  |
| Армяне         | 1459              | 2,99 %   |
| Цыгане         | 724               | 1,48 %   |
| Немцы          | 234               | 0,48 %   |
| Украинцы       | 202               | 0,41 %   |
| Белорусы       | 86                | 0,18 %   |
| Грузины        | 84                | 0,17 %   |
| Греки          | 64                | 0,13 %   |
| Корейцы        | 62                | 0,13 %   |
| Азербайджанцы  | 56                | 0,11 %   |
| Другие         | 517               | 1,06 %   |
| Итого          | 48 841            | 100,00 % |

## Административно-муниципальное устройство
В рамках административно-территориального устройства края, Тбилисский район включает 8 сельских округов.
В рамках организации местного самоуправления в Тбилисский район входят 8 муниципальных образований нижнего уровня со статусом сельских поселений:
| № | Муниципальное образование             | Административный центр     | Количество населённых пунктов | Население (чел.) | Площадь (км²) |
| - | ------------------------------------- | -------------------------- | ----------------------------- | ---------------- | ------------- |
| 1 | Алексее-Тенгинское сельское поселение | станица Алексее-Тенгинская | 4                             | ↘1467            | 55,57         |
| 2 | Ванновское сельское поселение         | село Ванновское            | 7                             | ↘5066            | 104,81        |
| 3 | Геймановское сельское поселение       | станица Геймановская       | 4                             | ↘2503            | 73,24         |
| 4 | Ловлинское сельское поселение         | станица Ловлинская         | 1                             | ↘2403            | 103,93        |
| 5 | Марьинское сельское поселение         | хутор Марьинский           | 7                             | ↘2408            | 83,52         |
| 6 | Нововладимировское сельское поселение | станица Нововладимировская | 8                             | ↘2942            | 147,37        |
| 7 | Песчаное сельское поселение           | хутор Песчаный             | 3                             | ↘1907            | 77,42         |
| 8 | Тбилисское сельское поселение         | станица Тбилисская         | 8                             | ↘29 361          | 345,79        |

## Населённые пункты
В Тбилисском районе 42 населённых пункта:
| №  | Населённый пункт     | Тип     | Население | Муниципальное образование             |
| -- | -------------------- | ------- | --------- | ------------------------------------- |
| 1  | Алексее-Тенгинская   | станица | ↘1235     | Алексее-Тенгинское сельское поселение |
| 2  | Ванновское           | село    | ↘1603     | Ванновское сельское поселение         |
| 3  | Верёвкин             | хутор   | ↘586      | Песчаное сельское поселение           |
| 4  | Верхний              | хутор   | ↘33       | Алексее-Тенгинское сельское поселение |
| 5  | Весёлый              | хутор   | ↘106      | Ванновское сельское поселение         |
| 6  | Восточный            | посёлок | ↘273      | Тбилисское сельское поселение         |
| 7  | Геймановская         | станица | ↘1695     | Геймановское сельское поселение       |
| 8  | Горский              | посёлок | ↘41       | Тбилисское сельское поселение         |
| 9  | Дальний              | хутор   | ↗550      | Геймановское сельское поселение       |
| 10 | Долинов              | хутор   | ↘0        | Марьинское сельское поселение         |
| 11 | Дубовиков            | хутор   | #Н/Д      | Геймановское сельское поселение       |
| 12 | Екатеринославский    | хутор   | ↗494      | Марьинское сельское поселение         |
| 13 | Еремин               | хутор   | ↘175      | Нововладимировское сельское поселение |
| 14 | Зайчанский           | хутор   | ↗91       | Марьинское сельское поселение         |
| 15 | Зиссермановский      | хутор   | ↘246      | Марьинское сельское поселение         |
| 16 | Зубов                | хутор   | ↘280      | Марьинское сельское поселение         |
| 17 | Ивановка             | хутор   | ↘313      | Нововладимировское сельское поселение |
| 18 | Красный Зеленчук     | хутор   | ↘200      | Ванновское сельское поселение         |
| 19 | Ловлинская           | станица | ↘2403     | Ловлинское сельское поселение         |
| 20 | Марьинский           | хутор   | ↗859      | Марьинское сельское поселение         |
| 21 | Мирный               | посёлок | ↘169      | Тбилисское сельское поселение         |
| 22 | Новобекешевская      | станица | ↘438      | Нововладимировское сельское поселение |
| 23 | Нововладимировская   | станица | ↗1736     | Нововладимировское сельское поселение |
| 24 | Нововладимировский   | хутор   | ↘281      | Нововладимировское сельское поселение |
| 25 | Новопеховский Первый | хутор   | ↘302      | Ванновское сельское поселение         |
| 26 | Октябрьский          | посёлок | ↗1399     | Тбилисское сельское поселение         |
| 27 | Первомайский         | посёлок | ↘287      | Тбилисское сельское поселение         |
| 28 | Песчаный             | хутор   | ↘1035     | Песчаное сельское поселение           |
| 29 | Причтовый            | хутор   | ↘130      | Алексее-Тенгинское сельское поселение |
| 30 | Ромашевка            | хутор   | ↘14       | Нововладимировское сельское поселение |
| 31 | Северин              | хутор   | ↘1801     | Тбилисское сельское поселение         |
| 32 | Северокубанский      | хутор   | ↘1153     | Ванновское сельское поселение         |
| 33 | Советский            | хутор   | ↘144      | Геймановское сельское поселение       |
| 34 | Соколовка            | хутор   | ↗42       | Нововладимировское сельское поселение |
| 35 | Средний              | хутор   | ↘145      | Алексее-Тенгинское сельское поселение |
| 36 | Староармянский       | хутор   | ↗223      | Песчаное сельское поселение           |
| 37 | Тбилисская           | станица | ↗25 650   | Тбилисское сельское поселение         |
| 38 | Терновый             | посёлок | ↘191      | Тбилисское сельское поселение         |
| 39 | Терско-Каламбетский  | хутор   | ↗355      | Марьинское сельское поселение         |
| 40 | Чернобабов           | хутор   | ↘75       | Нововладимировское сельское поселение |
| 41 | Шевченко             | хутор   | ↘1212     | Ванновское сельское поселение         |
| 42 | Шереметьевское       | село    | ↘585      | Ванновское сельское поселение         |

## Экономика
Основу экономики Тбилисского района составляют ряд крупных предприятий, таких как ЗАО имени Шевченко, Тбилисский маслосырзавод, сахарный завод, «Кубанские масла», «Центр соя», Агрохолдинг Кубань.Более 2,5 миллиарда рублей — общий объем накопленных инвестиций крупными предприятиями муниципалитета за последние 3 года.Мощный вклад в развитие экономики вносит также и малый бизнес.

### Сельское хозяйство
Основу экономического потенциала Тбилисского района составляет агропромышленный комплекс. Производством сельскохозяйственной продукции в районе заняты 9 крупных и средних и более четырехсот малых предприятий и фермерских хозяйств, которыми обрабатывается более 75 тысяч гектар пашни. Три сельскохозяйственных предприятия района: ЗАО им. Т.Г. Шевченко, ОАО "Кропоткинское", ЗАО "Марьинское", ЗАО АФ «Кавказ», ООО "Заря" — являются наиболее крупными и эффективными сельхозпредприятиями в регионе.
Тбилисский район стал первым на Кубани по результатам Жатвы-2018. Аграрии собрали рекордный урожай зерна.
Животноводство района характеризуется выращиванием птицы, крупного рогатого скота.

### Промышленность
Промышленность района представлена такими наиболее крупными предприятиями, как: ООО «Гречишкинская зерновая компания», ООО «Кубанские масла», ООО «Центр Соя», ЗАО «Тбилисский маслосырзавод», ЗАО «Тбилисский сахарный завод». На территории района производится мука, молочная продукция, сахар, масло растительное, кондитерские, хлебобулочные и колбасные изделия, быстрозамороженные полуфабрикаты.

### Транспорт
Тбилисский район имеет развитую сеть автодорог общего пользования, общей протяженностью 190 км. Через территорию района пролегает автотрасса краевого подчинения «Темрюк—Краснодар—Кропоткин», протяженностью 23 км и железная дорога «Краснодар—Кавказская».
С запада на восток через Тбилисский район проходит электрифицированная однопутная железная дорога Краснодар — Кавказская с невысокой интенсивностью движения. Через станцию Гречишкино проходит несколько пригородных поездов, связывающих Краснодар с городами Кропоткин, Армавир, Минеральные Воды и несколько поездов дальнего следования по маршрутам: Новороссийск — Владикавказ, Новороссийск — Москва.

## Люди, связанные с Тбилисским районом
- Баранов Пётр Григорьевич (1920 — 1943) — Герой Советского Союза, жил на хуторе Красный Зеленчук.
- Волков Евдоким Денисович (1922 — 1943) — Герой Советского Союза, жил на хуторе Новопеховском.
- Грецкий, Владимир Иванович (1912 — 2000) — Герой Советского Союза, родился на хуторе Зайчанском.
- Ковалёв Олег Иванович (1948 — 2020) — губернатор Рязанской области, уроженец села Ванновское
- Фабрый Алексей Иванович (род. 1953) — Герой России, родился в станице Тбилисской.
- Якубин Иван Максимович (1916 — 1945) — Герой Советского Союза, родился на хуторе Северокубанском.
- Михаил Сергеевич Шкабардня (род. 1930) — Герой Социалистического Труда,родился в станице Тбилисской.

## Районы-побратимы
В 2011 году было подписано соглашение о сотрудничестве со Скопинским районом Рязанской области.

## Интересные факты
Летом 1955 года в Тбилисском районе снимались эпизоды фильма «Кочубей». В районе тогда побывали известные советские актеры Сергей Лукьянов, Клара Лучко, Георгий Жженов, Сергей Филиппов .

## См.также
- Административно-территориальное деление Краснодарского края
- Флаг Тбилисского района